# Protocole no 13 à la Convention européenne des droits de l'homme
Le Protocole n°13 à la Convention européenne des droits de l'homme abolit la peine de mort même en temps de guerre annulant l'article 2 de la Convention qui autorisait que la mort soit infligée « en exécution d’une sentence capitale prononcée par un tribunal au cas où le délit est puni de cette peine par la loi ».

## Champ d'application du protocole
Sur les 46 États contractants de la Convention :
45 États ont signé et ratifié le protocole no 13
1. Albanie
2. Allemagne
3. Andorre
4. Arménie
5. Autriche
6. Belgique
7. Bosnie-Herzégovine
8. Bulgarie
9. Chypre
10. Croatie
11. Danemark
12. Espagne
13. Estonie
14. Finlande
15. France
16. Géorgie
17. Grèce
18. Hongrie
19. Irlande
20. Islande
21. Italie
22. Lettonie
23. Liechtenstein
24. Lituanie
25. Luxembourg
26. Macédoine
27. Malte
28. Moldavie
29. Monaco
30. Monténégro
31. Norvège
32. Pays-Bas
33. Pologne
34. Portugal
35. Roumanie
36. Royaume-Uni
37. Saint-Marin
38. Serbie
39. Slovaquie
40. Slovénie
41. Suède
42. Suisse
43. République tchèque
44. Turquie
45. Ukraine

1 État a signé le protocole no 13 (sans le ratifier)
1. Azerbaïdjan

## Arrêt Al-Saadoon et Mufdhi c. Royaume-Uni
Dans son arrêt Al-Saadoon et Mufdhi c. Royaume-Uni datant de 2010, la Cour a conclu que l'article 2 de la Convention interdisait la peine de mort, en raison de la tendance générale à son abolition parmi les États parties à la Convention. Cette interdiction s'applique à tous les États parties à la Convention, y compris ceux qui n'auraient pas ratifié le protocole no 13.
Ainsi, la ratification de ce protocole est désormais essentiellement symbolique : elle témoigne de l'engagement volontaire de l'État partie envers la tendance abolitionniste en Europe, sans que cela ne soit une exigence à laquelle il serait contraint de se conformer.